# Bujabéza
Bujabéza is een Tsjechische band uit Olomouc. De band is in 2008 opgericht. De naam Bujabéza is de Tsjechische schrijfwijze voor het Provençaalse gerecht Bouillabaisse.

## Bandleden

### Huidige bandleden
- Jan Sítař – kapelmeester, toetsenist, djembé, zang
- Zuzana Mimrová – zang, slaginstrument
- Vít Zaoral – accordeon
- Jan „Metal“ Šebela – drums
- Ondřej Jehlík – gitaar, zang
- Michael Vičan – basgitaar

### Voormalige bandleden
- Kuba Holinka
- Matěj Slezák
- Vít Smuda
- Vojtěch Švarc

## Discografie
- 2010 – Bujabéza
- 2012 – Potvory di mare
- 2016 – Před odletem